# Dziwna para (film)
Dziwna para (ang. The Odd Couple) – amerykański film komediowy z 1968 w reżyserii Gene’a Saksa, na podstawie wystawianej na Broadwayu sztuki Neila Simona pod tym samym tytułem.

## Nagrody i nominacje
| Nazwa nagrody | Wygrane                                      | Nominacje                                                                     |
| ------------- | -------------------------------------------- | ----------------------------------------------------------------------------- |
| Oscar         | bez rezultatu                                | 1969 Najlepszy scenariusz adaptowany Neil Simon Najlepszy montaż Frank Bracht |
| WGA           | 1969 Najlepszy scenariusz komedii Neil Simon | 1969 Najlepszy scenariusz komedii Neil Simon                                  |
| DGA           | bez rezultatu                                | 1969 Najlepsze osiągnięcie reżyserskie w filmie fabularnym Gene Saks          |

## Wyróżnienia
| Rok wyróżnienia | Amerykański Instytut Filmowy                                    | Miejsce     |
| --------------- | --------------------------------------------------------------- | ----------- |
| 2000            | Lista 100 najśmieszniejszych amerykańskich filmów wszech czasów | 17. miejsce |